# Β淀粉样蛋白
β淀粉样蛋白（amyloid beta，beta-amyloid，缩写：Aβ，Abeta）是β淀粉样前体蛋白（amyloid-beta precursor protein，APP）经β和γ分泌酶分解形成的产物。在脑组织的细胞外呈丝状蛋白样沉积，长度介於36-43个氨基酸之間。
β淀粉样蛋白是组成淀粉样蛋白斑块的主要成分，在阿尔茨海默病患者的脑血管和脑内可见大量沉积。目前学界认为脑细胞死亡要先于细胞外淀粉样蛋白斑块的形成，这些斑块可能是死亡的神经细胞混合着β淀粉样蛋白的遗骸。